# Geißlingen (Wüstung)
Geißlingen ist ein abgegangener Weiler oder eine abgegangene Einzelsiedlung auf der Gemarkung von Großheppach, einem Ortsteil der Großen Kreisstadt Weinstadt im baden-württembergischen Rems-Murr-Kreis. Über die Geschichte der kleinen Wüstung ist nicht mehr viel bekannt.

## Lage
Geißlingen befand sich nördlich des Großheppacher Schlosses in den Weinbergen. An die Wüstung erinnern noch die Flurnamen der Weinlage Geißlinger und östlich davon die Flur Kleinmäuerle.

## Geschichte
Geißlingen war ein nicht besonders großes Weingut. Die Flurnamen weisen auf eine Hofstelle in der Lage Kleinmäuerle hin. Wahrscheinlich wurde die Siedlung von Ortsfremden Adligen gegründet. Der Ortsname Geißlingen könnte auf den Ort Geislingen im Ries hinweisen, der einst zur Grafschaft Oettingen gehörte. Tatsächlich hatte das Adelsgeschlecht von Oettingen nachweislich nach dem Jahr 1400 Besitztümer in Großheppach. Es ist unbekannt, wann der Hof abgegangen ist. 